# IOLITE
IOLITE（： Aiollaiteu）是一所未公開的經紀公司旗下的七人女子團體，由成員Hyemin、Kurumi、Seojin、Minjeong、Anna、Ahee、Siya組成，原預定於2022年8月正式出道。2022年12月，經紀公司宣布該團出道組解散，並關閉所有官方社群帳號。

## 成員資料
- 名字粗體為隊長

| 已離開成員 | 已離開成員 | 已離開成員 | 已離開成員 | 已離開成員   | 已離開成員                   | 已離開成員 |
| 藝名       | 藝名       | 本名       | 本名       | 本名         | 出生日期 出生地              | 隊內擔當   |
| 英文       | 韓文       | 漢字       | 韓文       | 羅馬拼音     | 出生日期 出生地              | 隊內擔當   |
| ---------- | ---------- | ---------- | ---------- | ------------ | ---------------------------- | ---------- |
| Hyemin     | 혜민       | 金慧敏     | 김혜민     | Kim Hyemin   | 2000年10月1日 ·              | 隊長       |
| Kurumi     | 쿠루미     | 尚未公布   | 尚未公布   | 尚未公布     | 2001年10月31日 · 日本        | 尚未公布   |
| Seojin     | 서진       | 尹瑞鎮     | 윤서진     | Yoon Seo-jin | 2002年2月18日 ·              | 尚未公布   |
| Minjeong   | 민정       | 金敏靜     | 김민정     | Kim Minjeong | 2002年5月20日 · 京畿道水原市 | 主舞       |
| Anna       | 애나       | 鄭世炫     | 정세현     | Jung Sehyun  | 2002年11月14日 ·             | 尚未公布   |
| Ahee       | 아희       | 尚未公布   | 尚未公布   | 尚未公布     | 2003年12月5日 ·              | 尚未公布   |
| Siya       | 시야       | 李希宣     | 이희선     | Lee Heeseon  | 2004年12月26日 ·             | 忙內       |

## 經歷

### 2022年
2月28日，該經紀公司宣布將推出新人女團；4月11日，公開團體名稱為IOLITE，並預計8月正式出道。
5月4日，公開首位成員Minjeong；5月11日，公開成員Hyemin；5月18日，公開成員Kurumi；5月25日，公開成員Siya；6月1日，公開成員Ahee；6月8日，公開成員Anna；而Minjeong參加過K-pop Star 2、PRODUCE 101和Dancing High，曾為High Up娛樂的練習生，也曾與STAYC成員一同受訓。
8月26日，官方宣布由於COVID-19疫情影響，正式出道時間將會延後。經紀公司的CEO後來透露團體的目標是在10月出道。
2022年10月1日，未公開的第七位成員出現在官方推特合影中。
2022年10月13日，官方透過推特正式公開了第七位成員Seojin。
2022年12月16日，經紀公司的CEO宣布該團體出道組解散，而後關閉所有官方社群帳號。

## 外部連結
- IOLITE的Instagram帳戶